# Buhera

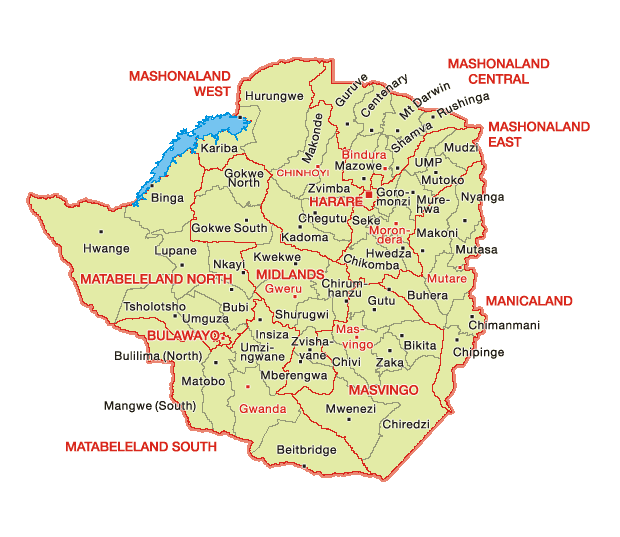
Distritos do Zimbábue

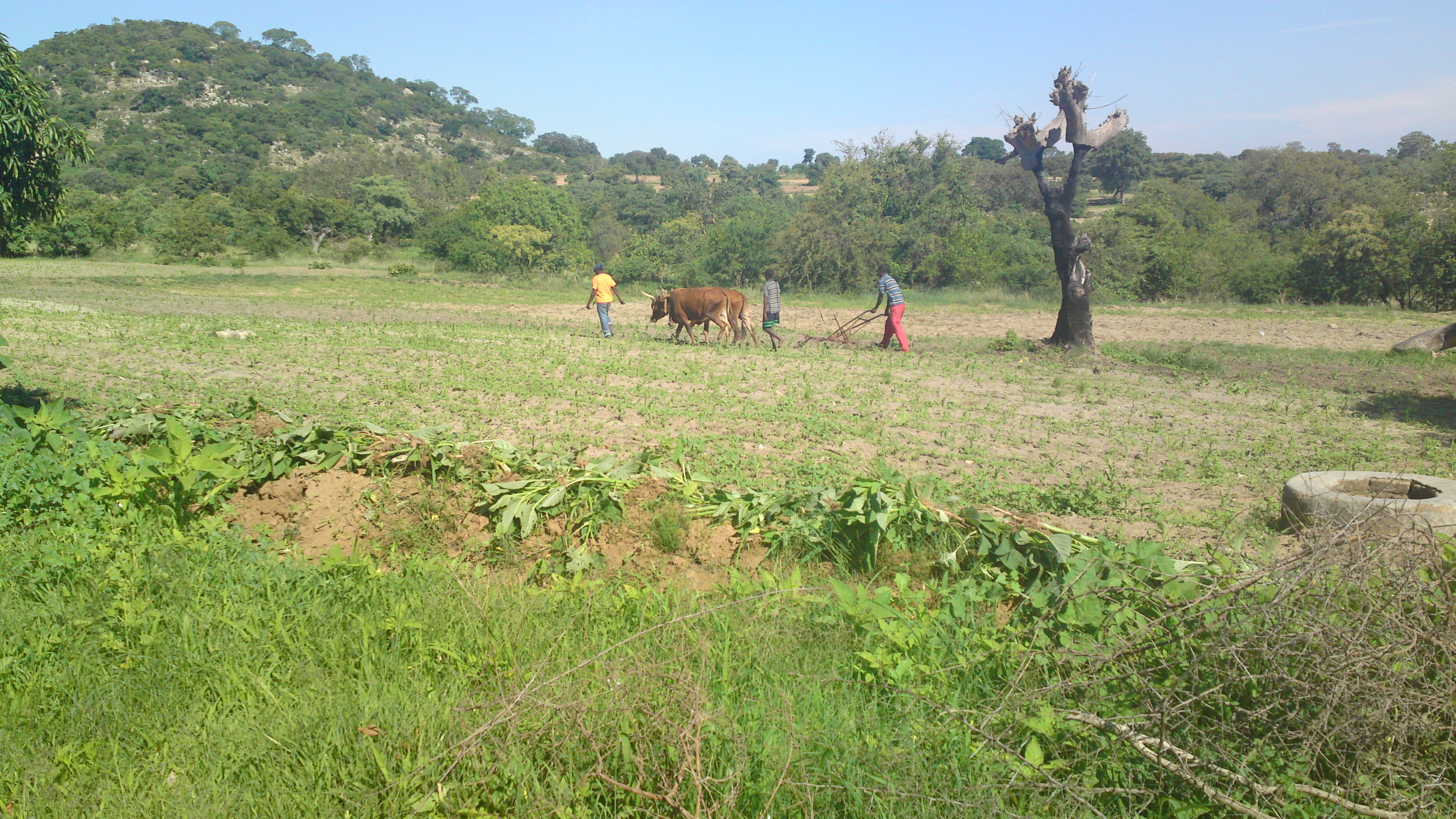
Buhera

Buhera é uma cidade e um distrito da província de Manicalândia, no Zimbábue. Faz fronteira a nordeste com o distrito de Mutare e a sul com os distritos de Guto e Bikita da província de Masvingo.
Situada a 82 km a sudeste de Chivhu, a cidade é o centro administrativo e comercial de todas as comunidades dependentes do rio Save.